# Karelin-Inseln
Die Karelin-Inseln (in Chile Islas Uribe) sind eine Inselgruppe westlich der Antarktischen Halbinsel. Sie erstrecken sich im Archipel der Biscoe-Inseln über eine Länge von 5 km und liegen 5 km südöstlich des Tula Point der Renaud-Insel.
Die Inseln sind erstmals in einer argentinischen Landkarte aus dem Jahr 1957 verzeichnet. Das UK Antarctic Place-Names Committee benannte sie 1959 nach dem sowjetischen Meteorologen Dmitri Borisowitsch Karelin (1913–1953), einem Pionier der Meereisforschung und der Entwicklung von Vorhersagen zu dessen Ausdehnung. Namensgeber der chilenischen Benennung ist das 1906 in Norwegen erbaute Walfangschiff Almirante Uribe der Sociedad Ballenera de Magallanes.